# Mountain Live: The Road Goes Ever On
 (octobre 2012).
Si vous disposez d'ouvrages ou d'articles de référence ou si vous connaissez des sites web de qualité traitant du thème abordé ici, merci de compléter l'article en donnant les références utiles à sa vérifiabilité et en les liant à la section « Notes et références ».
Albums de Mountain
Flowers of Evil
(1971) The Best of Mountain
(1973)
Mountain Live: The Road Goes Ever On est le quatrième album du groupe Mountain, sorti en 1972.

## Personnel
- Leslie West : guitare et chant
- Felix Pappalardi : Basse et chant
- Corky Laing : Batterie
- Steve Knight : Claviers
- Produit par Felix Pappalardi
- Couverture et Photo : Gail Collins
- Directeur artistique : Beverly Weinstein
- Producteur exécutif : Bud Prager

## Titres
Face A : 
1. Long red : 5:50 (West-Pappalardi-Ventura-Landsberg)
2. Waiting to take you away : 4:40 (West)
3. Cross roader : 6:20 (Pappalardi-Collins)

Face B :
1. Nantucket sleighride : 17:38 (Felix PAPPALARDI - Gail COLLINS)

Année 1972 par Island Records Ltd ; version Française Phonogram (Louviers)